# Amani-Oberrealschule Kabul
Die Amani-Oberrealschule („Lycee ye alieh ye Amani“, persisch ليسه عالى امانى Amani höhere Schule) ist eine Bildungseinrichtung in der afghanischen Hauptstadt Kabul. Sie war eine von über 130 Deutschen Auslandsschulen, die von der Zentralstelle für das Auslandsschulwesen im Bundesverwaltungsamt betreut werden. Heute ist sie eine Lehranstalt für Koranstudien.

## Geschichte
Die Schule wurde nach dem ersten Emir von Afghanistan, Aman Ullah benannt. Im Jahre 1919 hatte dieser Afghanistan in die Unabhängigkeit geführt und entwickelte schnell ehrgeizige Modernisierungspläne für sein Land. Dabei bedeutet Amani (mit Suffix -i) zu dem Namen Aman zugehörig, während der arabische Name Aman die Bedeutung ohne Gefahr, Schutz, Sicherheit, Gnade besitzt.
Emir Amanullah war ein Modernisierer. Er hatte gesehen, dass England Südostasien, Teile von Afrika und Indien, das traditionell sehr gute Beziehungen zu Afghanistan hatte, unterjochte und ausbeutete. So war er geneigt, mit Deutschland zu kooperieren, das sich in erster Linie für die Entwicklung des Landes interessierte, um darin langfristig einen potenten und verlässlichen Partner zu finden. So kam ihm der Vorschlag, eine neue Schule mit deutschem Lehrinhalt zu gründen, gelegen.
Am 15. April 1924 eröffnete der erste Schulleiter Walther Iven die Amani-Oberrealschule, wie sie zu Ehren ihres königlichen Förderers genannt wurde. Studienrat Dr. Walter Iven in Charlottenburg, der zehn Jahre lang an den deutschen Schulen in Konstantinopel und Teheran unterrichtete und das Persische, das in Afghanistan hauptsächlich gesprochen wird, beherrschte. In einer Denkschrift entwickelte er dem Könige den Plan einer staatlichen deutsche Schule in Kabul (mit) dem Erfolge, das(s) die afghanische Regierung (ihn) mit deren Gründung und Leitung betraute. Im Herbst 1923 traf Dr. Iven mit zwei Volksschullehrern in Kabul ein, stieß hier aber zunächst auf große Widerstände. Diese wurzelten in heftiger französischer Gegenpropaganda. Ihr Ursprung lag bei der „Mission scolaire francaise“, die in Kabul ein Lycee' Ämaniyeh (gemeint ist Amaniyeh – eine Flexion von Amani) unterhielt und ihre Vorzugstellung nun von den verhaßten Deutschen bedroht sah […], schrieb Geheimregierungsrat Prof. Dr. Franz Schmidt.
Die Unterrichtssprache war fast durchgängig Deutsch. Wie im deutschen Schulsystem, wurde die Schule unterteilt in Grundstufe (Klassen 1 bis 5), Mittelstufe (Klassen 6 bis 9) und Oberstufe (Klassen 10 bis 12).
Das Ausbildungsziel war die „Vorbereitung der Zöglinge auf das Studium an deutschen Hochschulen mit dem Zweck, Seiner Majestät tüchtige höhere Beamte, Ingenieure, Ärzte und Lehrer zu beschaffen und die Schüler zu selbständigen, verantwortungsvoll handelnden und charakterfesten Menschen zu erziehen“.
Durch das afghanisch-deutsche Schulabkommen von 1928 wurde die Kabuler Reifeprüfung anerkannt; sie berechtigte zum Studium an allen preußischen Universitäten.
1929 wurde König Amanullah von Aufständischen aus Kabul vertrieben. Ihr fanatisch-religiöser Anführer schaffte das Erziehungsministerium ab und schloss alle Schulen. Schulleiter Iven schrieb an seine Frau: „Die Schule diente den Kohistanis (= Tadschiken) als Kaserne und den Afghanen als Viehstall.“
Die Schulmöbel wurden ebenso wie die Fensterrahmen verheizt, die Fensterscheiben landeten auf dem Basar in Peshawar und die Lehrmittelsammlung verschwand spurlos. Das gleiche Schicksal ereilte die Amani-Schule in den 1990er Jahren erneut: 3.000 Mudschaheddin, die für zwei Jahre im Schulgebäude untergebracht waren, rissen, da ihnen kein Sold gezahlt wurde, alle Kupferkabel aus den Wänden, entfernten die Sanitäranlagen und verkauften alles. Auch die Möbel wurden verheizt.
Am 15. Oktober 1929 übernahm König Nadir Schah, Vater des letzten Königs Zahir Schah, die Macht. Bald darauf begann wieder der Unterricht an der Schule, die von 302 Schülern besucht wurde. Die Schülerzahl entwickelte sich nun rasant: Waren es im März 1932 noch 491 Schüler, so besuchten 1933 schon 619 Knaben die Amani-Oberrealschule.
Im selben Jahr fiel König Nadir Schah einem Attentat zum Opfer; der Attentäter war ein Schüler der Amani-Schule. In der Folge wurden viele Schüler verhaftet und einige afghanische Lehrer hingerichtet. Die Schule wurde in Nedjat-Lycee umbenannt, da jegliches Andenken an König Amanullah aus dem öffentlichen Leben getilgt werden sollte. Trotz aller Widrigkeiten absolvierte jedoch 1934 der erste Jahrgang die Reifeprüfung.
Nach Gründung der Bundesrepublik Deutschland wurden die diplomatischen Beziehungen zwischen beiden Ländern wieder aufgenommen und wieder Lehrer an die Amani-Oberrealschule entsandt. 1954 begann der erste deutsche Lehrer seinen Dienst.
1959 brannte das Hauptgebäude der Schule (ähnelte dem kleinen Reichstag) vollständig ab. 1967 legte der deutsche Bundespräsident Heinrich Lübke in Kabul den Grundstein für die neue Nesjat-Oberrealschule, an deren Oberstufe sämtliche naturwissenschaftliche Fächer auf Deutsch unterrichtet wurde. 1965 waren bereits sechs, in den 1970er Jahren zwanzig Lehrkräfte an der Schule tätig. In den Jahren 1971/72 wurde in der Nähe der deutschen Botschaft ein Neubau erstellt, in dem sich die Schule auch heute noch befindet.
- 1933 ist der Name Amani-Oberrealschule in Nedjat-Oberrealschule (Nedjat bzw. Nedschat bedeutet Rettung) umbenannt worden, nachdem ein Abiturient der Schule namens Abdul Khaleq den König Nader Shah auf einer Abiturverleihungsfeierlichkeit ermordete. Er war ein Anhänger von König Amanullah Khan.
- 1938 zogen die deutschen Lehrkräfte aus Kabul wegen des Zweiten Weltkrieges aus. Ehemalige Schüler der Amani leiteten die Oberrealschule in Kabul und unterrichteten auf Deutsch.
- Nach dem Krieg kehrten die deutschen Lehrkräfte wieder dorthin zurück.

1974, zum 50. Bestehen der Schule, wurde die Umbenennung der Schule rückgängig gemacht, nachdem der Sohn des Nader Shah durch einen Putsch 1973 abdankt hatte.
1978 verließen die westdeutschen Lehrkräfte nach der kommunistischen Revolution vom 27. April 1978 Kabul. Deutsch als Fremdsprache und den deutschsprachlichen naturwissenschaftlichen Unterricht übernahmen bis 1996 die Lehrkräfte aus Ostdeutschland bzw. aus der Deutschen Demokratischen Republik und schliefen wegen des Kalten Krieges in den bundesrepublikanisch „vorgewärmten Betten“. Die Leibniz-Gesellschaft der DDR füllte die Lücke nicht nur im Schulwesen, sondern auch in der universitären Ausbildung und ersetzte das zuvor zwischen den Universitäten von Bochum und Kabul bestehenden Partnerschaftsabkommen im Bereich der Wirtschaftswissenschaften.

Männer im April 2009 bei der Stimmabgabe in der als Wahllokal genutzten Amani-Schule;
während im Hintergrund der Befehlshaber der NATO und der Internationalen Sicherheitsunterstützungstruppen in Afghanistan General David H. Petraeus Fragen von Reportern beantwortet

Ferner wurde in der Sowjetunion das Sprachfach Paschtu, die in den 50er Jahren noch unter Iranistik unterrichtet wurde, in Afghanologie umbenannt. In der DDR, in Berlin und der Leibniz-Gesellschaft wurden ebenfalls Abteilungen für Afghanologie gegründet. Nach der Wiedervereinigung der beiden deutschen Staaten wurden schließlich die Afghanologie-Abteilungen in den alten Bundesländern von der Bundesregierung abgeschafft, zumal der ethnische Begriff „afghan“, der von Paschtunen besetzt war und ist und offiziell für „Bürger Afghanistans“ aufgezwungen wurde, umstritten ist.
Am 6. Juli 2019 begingen die ehemaligen Amani-Absolventen, drei ihrer deutschen Lehrer sowie ihr Direktor aus den 1970er Jahren das 95-jähriges Jubiläum der Amani-Oberrealschule in Krefeld mit einem Festakt. Die Oberbürgermeisterin von Krefeld wohnte dem Fest bei. Auch Grußworte aus anderen Orten Deutschlands sowie von dem Förderverein der Amani-Oberrealschule kamen an. Es war vorgesehen, aus Anlass des 95. Bestehens der Amani-Oberrealschule zeitnah eine Broschüre zu veröffentlichen. Dr. Mir Hafizuddin Sadri, der die Dokumente und Grußworte der Festschrift aus Anlass des 80. Jubiläums der Amani-Oberrealschule von Deutsch in Persisch des Dari und umgekehrt übersetzte und als Vorsitzender des Alumni-Vereines seit 1996 ehrenamtlich tätig ist, hob die kulturellen Aktivitäten der Amani-Oberrealschule insbesondere als „Gipfel der Dichtung“ hervor, da „Dramen in den Jahren der Reife einer Gemeinschaft entstehen“. Er fasste die kulturellen Beiträge Deutschlands in Kabul kurz zusammen:
1. Pädagogisches Konzept des Bilingualismus
2. Musik: zunächst befanden sich in den Räumen der Schule Musikinstrumente, später wurde von österreichischen Lehrkräften unterrichtet
3. Kunsthandwerk: Basteln, Malen und Austausch von Zeichnungen zwischen Deutschland und Kabul
4. Gemeinsame Musikveranstaltungen zwischen den beiden deutschen Schulen (deutsche Schule für Kinder aus Kabul und deutsche Schule für Kinder der deutschen Entwicklungshelfer, in den 1970er Jahren 400 Familien)
5. Exkursionen innerhalb des Landes z. B. die zoroastrischen, hinduistischen und buddhistischen Kulturstätte am Hindukusch z. B. nach Bamiyan by Buddha-Statuen in Bamiyan, Samangan, Kabul und Balkh, Bagram, Shivaki, Bagrami
6. Chronologische Aufstellung der Dramen, die die Absolventen der Oberstufe (10., 11. und 12. Klassen) aufführten, aber ab Mitte der 1950er Jahre lediglich die Abiturklassen in den Theaterpalästen in Kabul vorführten.
1949 „Traum auf Leben“, von Franz Grillparzer, gespielt von der 10. Klasse
1950 „Der Kaufmann von Venedig“ von William Shakespeare  von der 11. Klasse
1951  “Emilia Galloti” von Lessing Bürgerliches Theater Lustspiel, gespielt von der 12. Klasse
1959  Ovids Metamorphosenpersiflage  Pyramus und Thisbe, 12. Klasse (Abiturklasse)
1961  Wilhelm Tell
1962  Spaßmacher
1963  Kaukasischer Kreidekreis
1964 „Der Verschwender“ von Ferdinand Jakob Raimund
1965 Lustspiel: Wehe dem, der lügt
1966 Der zerbrochene Krug, ein Lustspiel von Heinrich von Kleist
1967 Hokuspokus  Bühnenstück von Curt Goetz
1968 Faust von Goethe und drei weitere Theaterstücke von Lessing und Schiller
1969 Lustspiel  Pseudolus  von Titus Macchius Platus in der deutschen Übersetzung von Ernst R. Lehmann-Leander
1974 Goethes Faust zum fünfzigsten Jubiläum der Amani
1976 Hermann der Kannengießer – Komödie des Dänen Ludvig Holberg  „Der politische Kannengießer“ 1976
Die damaligen Schauspieler der obengenannten Dramen sind heute Universitätsprofessoren, Doktoren sowie Diplom-Ingenieure aller Fachrichtungen. Ca. 60 Personen wohnten dem Festakt in Krefeld bei.
Nach dem Vormarsch der Taliban in Afghanistan 2021 wurde aus der Schule eine Lehranstalt für Koranstudien, in der es keine Deutschlehrer mehr gibt.